# Nukus
Nukus je jedno z největších měst v Uzbekistánu a hlavní město autonomní republiky Karakalpakstán. Podle údajů z roku 2018 ve městě žije 312 100 obyvatel. Městem protéká řeka Amudarja. Město je známé především díky Nukuskému muzeu umění, významné sbírce ruského avantgardního umění 20.-40. let 20. století. V okolí města je řada archeologických nalezišť i středověkých zřícenin.

## Historie
Nukus byl původně založen jako náhrada starého hlavního města republiky Karakalpakstan roku 1932. Během 50. let se však Nukus stal moderním sovětským městem s velkými veřejnými budovami. Prozíravý ředitel zdejšího muzea Igor Savickij zachránil mnoho obrazů ruské předválečné avantgardy, kterou Stalin pronásledoval, ale v odlehlém Nukusu mohly obrazy přežít. Pro osamělou polohu města se zde usídlil institut Rudé armády, který zkoumal a testoval chemické zbraně. Od konce 60. let se ve městě drasticky projevuje vysychání řeky Amudarja, jejíž voda se spotřebovává na uzbeckých bavlníkových plantážích, a v důsledku vysychá i Aralské jezero.

## Galerie

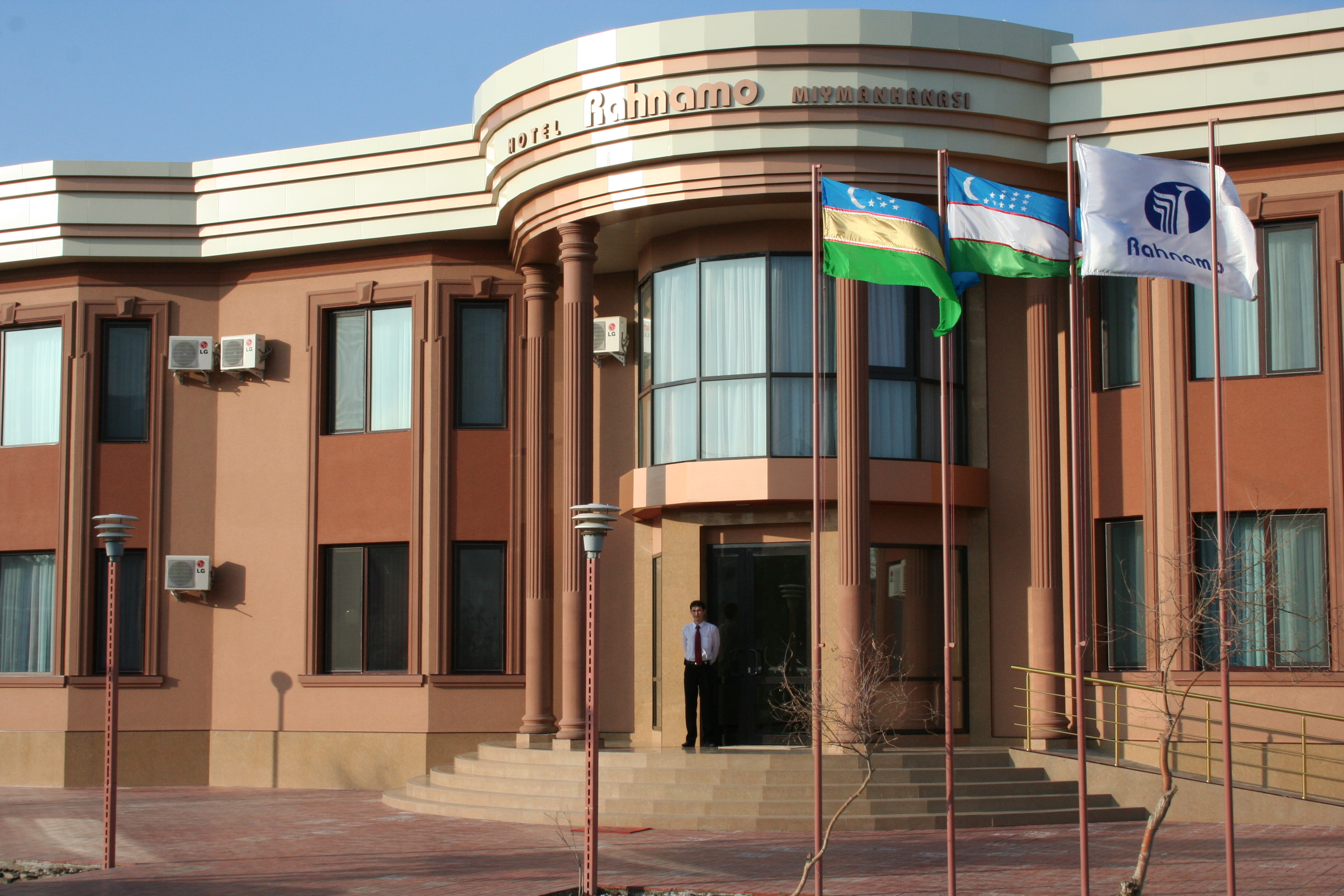
Hotel Rahnamo
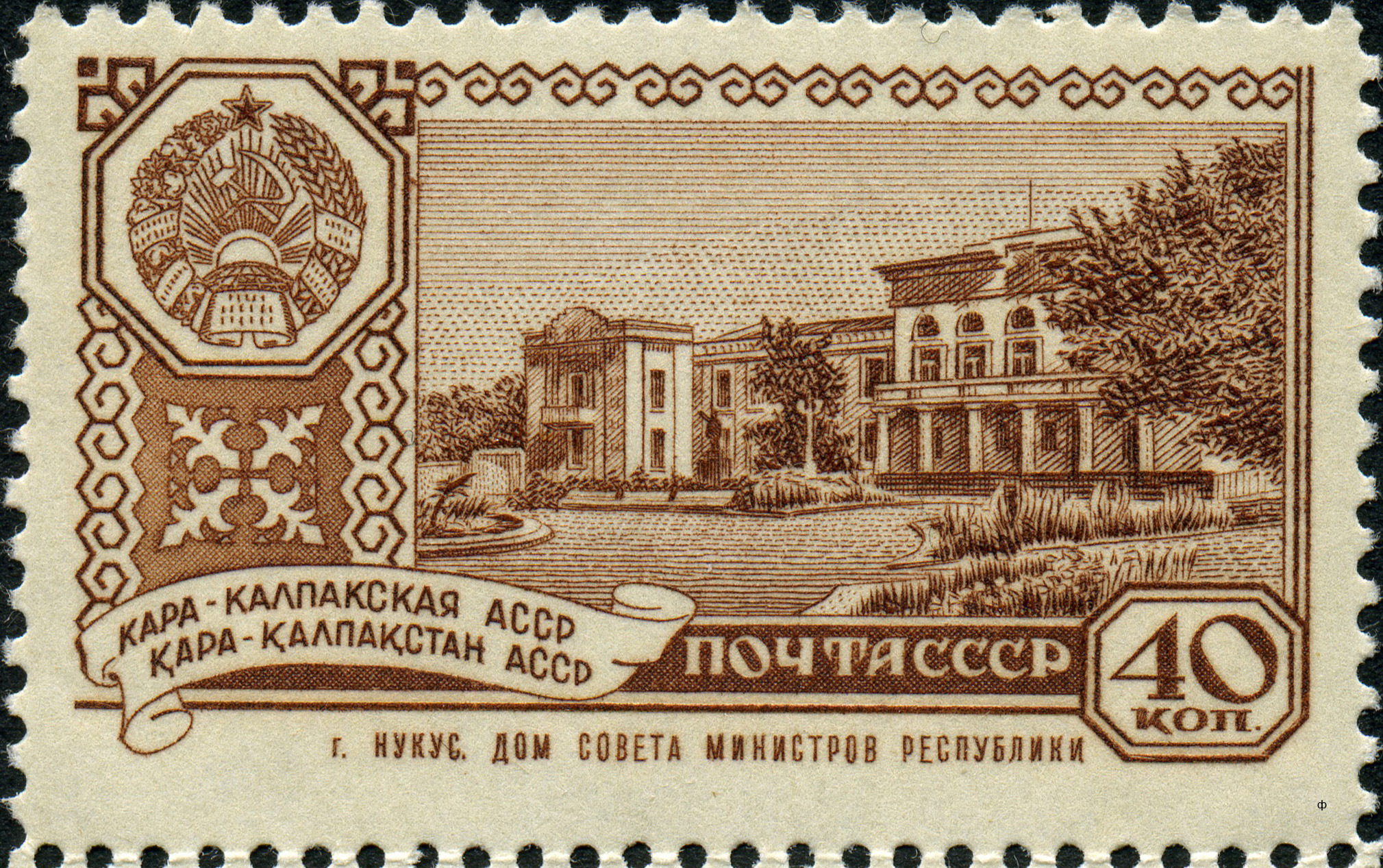
Poštovní známka z roku 1960
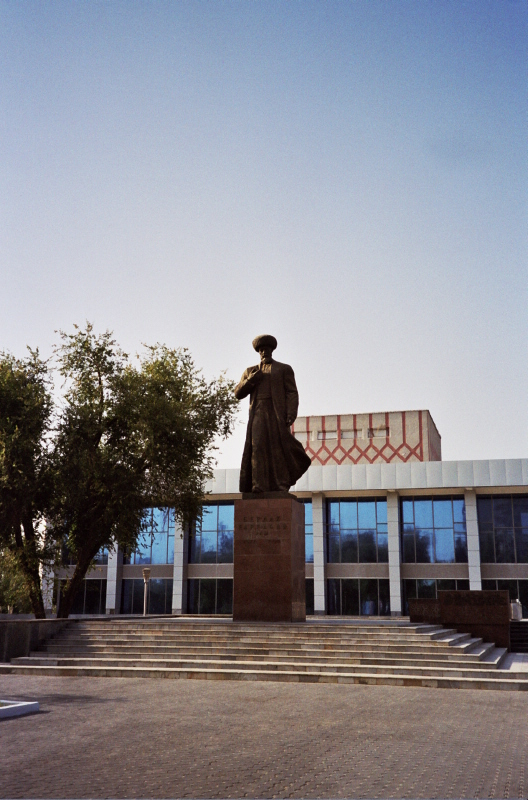
Socha karakalpackého básníka